# Associazione Calcio Pistoiese 1994-1995
Questa voce raccoglie le informazioni riguardanti l'Associazione Calcio Pistoiese nelle competizioni ufficiali della stagione 1994-1995.

## Rosa
| N. |                   | Ruolo | Calciatore           |
| -- | ----------------- | ----- | -------------------- |
|    | Italia (bandiera) | D     | Luca Barbini         |
|    | Italia (bandiera) | D     | Andrea Bellini       |
|    | Italia (bandiera) | A     | Gianfranco Campioli  |
|    | Italia (bandiera) | A     | Gianluca Capobianco  |
|    | Italia (bandiera) | D     | Antonio Caridi       |
|    | Italia (bandiera) | C     | Rocco Cotroneo       |
|    | Italia (bandiera) | D     | Massimiliano Gori    |
|    | Italia (bandiera) | D     | Franco Gutili        |
|    | Italia (bandiera) | A     | Giuseppe Lorenzo     |
|    | Italia (bandiera) | C     | Christian Manfredini |
|    | Italia (bandiera) | A     | Graziano Mannari     |

| N. |                   | Ruolo | Calciatore          |
| -- | ----------------- | ----- | ------------------- |
|    | Italia (bandiera) | C     | Achille Mazzoleni   |
|    | Italia (bandiera) | D     | Michele Mignani     |
|    | Italia (bandiera) | C     | Alberto Nardi       |
|    | Italia (bandiera) | P     | Angelo Pagotto      |
|    | Italia (bandiera) | C     | Giuseppe Pregnolato |
|    | Italia (bandiera) | C     | Vincenzo Rubino     |
|    | Italia (bandiera) | D     | Luigi Russo         |
|    | Italia (bandiera) | C     | Danilo Senatore     |
|    | Italia (bandiera) | D     | Silvio Toniolo      |
|    | Italia (bandiera) | C     | Nicola Zanini       |

## Risultati

### Serie C1

#### Girone di andata
| 28 agosto 1994 1ª giornata | Modena | 2 – 1 | Pistoiese |  |

| 4 settembre 1994 2ª giornata | Pistoiese | 3 – 0 | Ospitaletto |  |

| 11 settembre 1994 3ª giornata | Pro Sesto | 0 – 2 | Pistoiese |  |

| 18 settembre 1994 4ª giornata | Pistoiese | 0 – 0 | Alessandria |  |

| 25 settembre 1994 5ª giornata | Spezia | 1 – 1 | Pistoiese |  |

| 2 ottobre 1994 6ª giornata | Pistoiese | 2 – 2 | Carrarese |  |

| 9 ottobre 1994 7ª giornata | Carpi | 1 – 1 | Pistoiese |  |

| 16 ottobre 1994 8ª giornata | Pistoiese | 3 – 1 | Ravenna |  |

| 23 ottobre 1994 9ª giornata | Bologna | 1 – 1 | Pistoiese |  |

| 6 novembre 1994 10ª giornata | Pistoiese | 1 – 0 | Monza |  |

| 13 novembre 1994 11ª giornata | Fiorenzuola | 1 – 1 | Pistoiese |  |

| 20 novembre 1994 12ª giornata | Pistoiese | 1 – 0 | Palazzolo |  |

| 27 novembre 1994 13ª giornata | Prato | 0 – 0 | Pistoiese |  |

| 4 dicembre 1994 14ª giornata | Pistoiese | 2 – 0 | Leffe |  |

| 11 dicembre 1994 15ª giornata | Crevalcore | 2 – 1 | Pistoiese |  |

| 18 dicembre 1994 16ª giornata | Pistoiese | 2 – 1 | Massese |  |

| 30 dicembre 1994 17ª giornata | SPAL | 0 – 2 | Pistoiese |  |

#### Girone di ritorno
| 8 gennaio 1995 18ª giornata | Pistoiese | 1 – 0 | Modena |  |

| 22 gennaio 1995 19ª giornata | Ospitaletto | 2 – 1 | Pistoiese |  |

| 29 gennaio 1995 20ª giornata | Pistoiese | 2 – 1 | Pro Sesto |  |

| 19 febbraio 1995 21ª giornata | Alessandria | 1 – 0 | Pistoiese |  |

| 26 febbraio 1995 22ª giornata | Pistoiese | 1 – 1 | Spezia |  |

| 5 marzo 1995 23ª giornata | Carrarese | 0 – 0 | Pistoiese |  |

| 12 marzo 1995 24ª giornata | Pistoiese | 0 – 0 | Carpi |  |

| 19 marzo 1995 25ª giornata | Ravenna | 2 – 0 | Pistoiese |  |

| 26 marzo 1995 26ª giornata | Pistoiese | 0 – 0 | Bologna |  |

| 2 aprile 1995 27ª giornata | Monza | 0 – 0 | Pistoiese |  |

| 9 aprile 1995 28ª giornata | Pistoiese | 2 – 1 | Fiorenzuola |  |

| 23 aprile 1995 29ª giornata | Palazzolo | 0 – 2 | Pistoiese |  |

| 30 aprile 1995 30ª giornata | Pistoiese | 2 – 1 | Prato |  |

| 7 maggio 1995 31ª giornata | Leffe | 2 – 2 | Pistoiese |  |

| 14 maggio 1995 32ª giornata | Pistoiese | 2 – 1 | Crevalcore |  |

| 21 maggio 1995 33ª giornata | Massese | 0 – 0 | Pistoiese |  |

| 28 maggio 1995 34ª giornata | Pistoiese | 1 – 0 | SPAL |  |